# Brian K. Vaughan
Brian K. Vaughan (Cleveland, 17 de julho de 1976) é um escritor de histórias em quadrinhos e roteirista de televisão. Entre seus trabalhos de maior sucesso estão as histórias em quadrinhos Runaways, Pride of Bahgdad, Paper Girls e Y: The Last Man. Na televisão, produziu roteiros para alguns episódios da famosa série Lost, e foi o principal produtor-executivo e roteirista da primeira temporada da série Under the Dome.

## Carreira

### Primeiros trabalhos
Desde 1997, Brian já vinha realizando alguns trabalhos pela Marvel e pela DC Comics. Suas brevíssimas passagens por títulos como Batman, X-Men, Homem-Aranha, Mulher-Maravilha, Liga da Justiça, Lanterna Verde e até pelo cult Monstro do Pântano lhe deram experiência e abriram caminho para futuros trabalhos.
Durante seu período pela Marvel, escreveu a minissérie Dr. Strange: The Oath (Dr. Estranho: O Juramento) em que reconta a origem do personagem. Em 2006, escreveu a graphic novel Pride of Bahgdad (Os Leões de Bagdá) pelo selo Vertigo, na qual aborda a Guerra do Iraque do ponto de vista de leões fugidos do zoológico da cidade após um bombardeio.

### Fugitivos
Em 2003, Brian lança seu primeiro trabalho de grande repercussão pela Marvel Comics: Runaways ou Fugitivos, em português. Com um enredo criativo, no qual filhos de super vilões fogem de casa, se unindo num plano para tentar impedir os planos maléficos de seus pais, o título fez enorme sucesso entre público e crítica, além de ter rendido a Vaughan além dos prêmios Harvey, Georgia Peach e Shuster, aquele que é visto como o maior prêmio da nona arte: o Eisner.
Com 18 números, o êxito nas vendas de fugitivos fez com que mais tarde a editora reaproveitasse os personagens e conceitos, botando uma nova equipe criativa e dando continuidade à premissa de Vaughan.
Fugitivos foi publicado no Brasil pela Panini Comics.

### Y: The Last Man
Um pouco antes disso, em 2002, começa a ser publicado pelo selo Vertigo o título mensal Y: The Last Man (em português Y: O Último Homem).
Na série, em 17 de julho de 2002, algo mata simultaneamente cada ser vivo que possui o cromossomo Y, incluindo embriões e espermatozóides. As únicas exceções parecem ser Yorick Brown, um jovem que tem por hobbie o escapismo, e seu macaco Ampersand. A sociedade entra em colapso com o impacto que as mulheres do mundo todo tem com a perda de todos os elementos do sexo masculino de sua vida, emocional e politicamente.
Tendo essa base, ao decorrer da trama Vaughan discorre ao longo das 60 edições da série sobre assuntos muito atuais, fazendo constantemente referências à cultura americana e se utilizando delas para enriquecer sua história. Yorick e suas amigas vão viajando o mundo em busca de uma resposta para a catástrofe e acidentalmente descobrem diferentes aspectos da adaptação e não-adaptação das mulheres às novas condições de vida do planeta. Para citar um exemplo, um segmento da comunidade arranca seus seios e destrói todos os espermas congelados em laboratório, intitulando-se as Filhas das Amazonas e alegando que o mundo do patriarcado acabou por uma bênção divina.
Com um constante clima de mistério, uma complexa trama elaborada com precisão e personagens bem pensados e trabalhados, a série é considerada uma das obras primas das histórias em quadrinhos da atualidade. O escritor Stephen King diz ser o melhor quadrinho que já leu, e famosos críticos tecem comentários do tipo "foi para isso que Deus criou os quadrinhos" e "essa é a melhor história da década".[carece de fontes?] A última e sexagésima edição da série foi publicada em janeiro de 2008, sendo elogiadíssima e mencionada como uma obra prima. O tempo de publicação da série foi de setembro de 2002 a janeiro de 2008.
No Brasil, a editora Opera Graphica publicou os dois primeiros volumes da série (que tem 10 deles). A Pixel Media começou a publicá-la esporadicamente em 2008 em sua revista Pixel Magazine.
No ano de 2009, a série teve seu primeiro volume republicado pela editora Panini, que agora conta com os direitos de publicação dos títulos da linha Vertigo. No final de 2012 a série foi finalmente lançada por completo, em 10 volumes encadernados de capa cartão. Em 2015 a editora Panini anunciou a republicação da série, agora em formato capa dura com cinco volumes.

### Ex Machina
Em agosto de 2004 o selo Wildstorm, da DC Comics, começa a publicar a revista Ex Machina, sob a roteirização de Vaughan.
A série narra, paralelamente, dois momentos da vida do personagem Mitchell Hundred: os anteriores, em que ele agiu como o primeiro e único super herói do mundo sob o nome de Grande Máquina, e os posteriores, em que Hundred é prefeito de Nova Iorque e tem de lidar com a problemática administração da cidade, além de conviver com fantasmas de seu passado. No mundo de Ex Machina o atentado do 11 de Setembro também ocorreu, mas Mitchell, como a Grande Máquina, conseguiu salvar uma das torres a tempo.
Também utilizando-se da cultura norte-americana e de assuntos contemporâneos (casamento gay, a legalização da maconha, terrorismo, o preconceito racial, a forte oposição entre republicanos e democratas e outros), Ex Machina ainda lida com a meta-linguagem: o personagem principal é fã de quadrinhos, e são feitas muitas figuras de linguagem e reflexões a respeito do papel da figura do super-herói na vida das pessoas. A série terminou com cinquenta edições lançadas.
A publicação no Brasil começou a ser feita pela Panini, continuada pela Pixel Media e posteriormente retornou para a Panini a partir do 3º encadernado. Todas as edições encadernadas saíram por completo no Brasil.

### Saga
Saga é uma série de histórias em quadrinhos de fantasia ambientada no espaço, criada por Brian K. Vaughan e Fiona Staples (desenhista), publicada mensalmente pela Image Comics. A série é fortemente influenciada por Star Wars, e com base em ideias de Vaughan quando era criança e de histórias que seu pai contava. Ela retrata dois amantes de raças extraterrestres na qual seus planetas natais estão numa guerra galáctica. Alana e Marko estão fugindo pelas autoridades de ambos os lados e precisam cuidar de sua filha recém-nascida, Hazel, que, ocasionalmente, narra a série. O livro foi descrito como uma combinação de Star Wars com Game of Thrones, com muito de ficção científica e fantasia épica, como em O Senhor dos Anéis e obras clássicas de Romeu e Julieta. A primeira edição da série foi publicada em 14 de março de 2012 e alcançou boas críticas positivas e teve a primeira tiragem esgotada. O primeiro encadernado da série, lançado em outubro de 2012, entrou na lista das 10 melhores graphic-novels de 2012, segundo a Amazon. A série começou a ser publicada no Brasil em 2014, pela editora Devir.

#### Plot
O primeiro arco de história (que reúne as edições 1 à 6) foca no relacionamento entre os personagens Alana e Marko, dois amantes de diferentes planetas cujos povos estão em guerra um com o outro. Alana vem da Alinça Landfall, tecnologicamente avançada, o maior planeta na galáxia, e Marko é da única lua do planeta Lanfall, Wreath, cujo povo usa magia ao invés de armas tecnológicas. Embora a paz fosse restabelecida nos dois mundos de origem, o conflito se espalhou em todos os outros planetas conhecidos, cujas espécies nativas foram forçados a escolher um dos lado. Como Landfall e Wreath estavam em lados opostos, Alana e Marko se conheceram quando ela foi designada para protegê-lo em uma prisão em Cleave, planeta onde ele se tornou um prisioneiro de guerra. Eles fugiram juntos depois de se conhecerem. No início da primeira edição da série, Alana dá à luz a sua filha, Hazel, que, ocasionalmente, narra a série (em primeira pessoa). Logo depois, o trio está preso entre uma equipa de cada um de seus mundos, que acabam matando um ao outro a tentar capturá-los, um massacre que é atribuído ao casal. Em Landfall, o Príncipe Robô IV é atribuído por seu pai para capturá-los, e entra em conflito com o seu homólogo em Wreath, um mercenário chamado The Will. O fantasma de uma menina morta chamada Izabel acaba se tornando uma espécie de babá para a recém nacida Hazel. Os quatro tiveram que escapar do planeta Cleave antes de serem confrontados pelos pais de Marko.

### Outros trabalhos
Em março de 2013, Vaughan publicou a primeira edição de The Private Eye com o artista Marcos Martín no Panel Syndicate, uma plataforma Pague-quanto-quiser por seu trabalho. O Panel Syndicate oferece quadrinhos DRM-Free disponíveis para compra e download por qualquer preço que os leitores desejem pagar. Através do Panel Syndicate, Vaughan e Martin publicaram dez edições de The Private Eye e lançaram a primeira edição de Barrier no final de 2015.
Na Image Expo em janeiro de 2015, foi anunciado que Vaughan lançaria dois quadrinhos pela Image Comics em 2015: Paper Girls, com Cliff Chiang e Matthew Wilson, e We Stand On Guard, com Steve Skroce.

## Televisão
Vaughan foi escritor, editor executivo de história e produtor das temporadas 3 à 5 da série de TV Lost, um trabalho que ele ganhou com base em seu trabalho em Y: The Last Man, do qual o co-criador e produtor-executivo Damon Lindelof é um fervoroso fã. Lindelof mostrou o quadrinho para o showrunner e produtor executivo da série, Carlton Cuse. Lindelof relata: "E eu disse a ele: 'Precisamos de um cara como esse no programa, mas eu não acho que ele faria isso. Eu não acho que ele até trabalhe em Los Angeles'. E a próxima coisa que sabíamos, ele estava no programa". Ele começou sua temporada na série como editor executivo de história com o episódio "The Man from Tallahassee", que estreou em março de 2007. Vaughan continuou como editor de história em vários episódios até começar a escrever, no episódio "Catch-22", que Vaughan co-escreveu com Jeff Pinker, e estreou em abril daquele ano.
Em novembro de 2011, Steven Spielberg escolheu Vaughan para adaptar o romance de Stephen King, Under the Dome, uma série de televisão para a Showtime, que é o primeiro trabalho televisivo de Vaughan desde Lost. Vaughan foi escritor e produtor executivo da série. Ele saiu da série antes da estreia da segunda temporada, em 2014.

## Prêmios e indicações
| Ano  | Prêmio       | Categoria       | Indicação                                              | Resultado | Ref           |
| ---- | ------------ | --------------- | ------------------------------------------------------ | --------- | ------------- |
| 2005 | Eisner Award | Melhor Escritor | Y: The Last Man, Ex Machina e Runaways                 | Venceu    | [ 15 ] [ 16 ] |
| 2006 | Eisner Award | Melhor Escritor | Y: The Last Man, Ex Machina e Runaways                 | Indicado  | [ 17 ]        |
| 2008 | Eisner Award | Melhor Escritor | Buffy the Vampire Slayer, Ex Machina e Y: The Last Man | Indicado  | [ 18 ]        |
| 2013 | Eisner Award | Melhor Escritor | Saga                                                   | Venceu    | [ 19 ]        |
| 2014 | Eisner Award | Melhor Escritor | Saga                                                   | Venceu    | [ 20 ]        |